# 元音变音
在语言学中，元音变音是音变的一种，指一个元音的发音变得更接近其后面的元音或半元音。
“元音变音”（德語：umlaut）一词最初由雅各布·格林在研究日耳曼语族时提出。这种音变在日耳曼语言的历史中十分重要，因而这一词语的词义扩展至泛指一切语言中的元音变音。
在语言学上，元音变音属于同化现象（即一个语音的调音部位变得与邻近的语音更接近）的一种。元音变音的结果是单词变得更易于发音，而这也在发音生理上解释了元音变音的发生动机：假如一个单词有两个元音，一个是后元音而另一个是前元音，发音时舌的动程就会较大，因而比较费力。如果语言发生音变使得这两个元音的调音部位更加接近，那么发音时就能更省力。
例如，古高地德语中“gast”（客人）一词的复数形式是“gesti”而非“gasti”，即是因为复数后缀“-i”诱导词干中的元音“a”发生元音变音，变成前元音“e”。这种元音变音的结果在语言中固定下来，因此现代标准德语中“Gast”（[gast]）一词的复数形式“Gäste”（[gɛstə]）里，尽管原先的复数后缀已经央化为中央元音，但第一个音节的元音仍然是前元音。
最常见的元音变音类型包括：
- 高元音化，由后面的高元音（通常特指如/i/的高前元音）引发。
- 前元音化，由后面的前元音（通常特指如/i/的高前元音）引发。
- 低元音化，由后面的非高元音（通常特指如/a/的低元音）引发。
- 圆唇化，由后面的圆唇元音（通常特指如/u/的高圆唇元音）引发。

所有这些元音变音都曾在日耳曼语族的语言中发生过（详见日耳曼语元音变音），而凯尔特语族诸语言历史上也不乏类似的过程，在古爱尔兰语中尤为显著。此外，许多罗曼语族语言在历史上也经历过高元音化的元音变音。